# Plies
Plies, właściwie Algernod Lanier Washington (ur. 1 lipca 1976) – amerykański raper.
Zadebiutował w 2007 roku albumem The Real Testament z którego pochodzą single "Shawty" i "Hypnotized". Plies wydał także dwa albumy w 2008 roku, Definition of Real i Da REAList. Najnowsza płyta została wydana 25 maja 2010 roku.

## Dyskografia

### Albumy studyjne
- The Real Testament (2007)
- Definition of Real (2008)
- Da REAList (2008)
- Goon Affiliated (2010)
- Purple Heart (2011)

### Single
| Rok  | Tytuł                                                       | Najwyższa pozycja | Najwyższa pozycja | Najwyższa pozycja | Album              |
| Rok  | Tytuł                                                       | Billboard 200     | U.S. R&B          | U.S. Rap          | Album              |
| ---- | ----------------------------------------------------------- | ----------------- | ----------------- | ----------------- | ------------------ |
| 2007 | "Shawty" (featuring T-Pain)                                 | 9                 | 2                 | 1                 | The Real Testament |
| 2007 | "Hypnotized" (featuring Akon)                               | 14                | 22                | 3                 | The Real Testament |
| 2007 | "I Am the Club"                                             | —                 | —                 | —                 | The Real Testament |
| 2008 | "Bust It Baby Pt. 2" (featuring Ne-Yo)                      | 7                 | 2                 | 2                 | Definition of Real |
| 2008 | "Please Excuse My Hands" (featuring Jamie Foxx & The-Dream) | 66                | 8                 | 9                 | Definition of Real |
| 2008 | "Put It on Ya" (featuring Chris J)                          | 31                | 8                 | 6                 | Da REAList         |
| 2009 | "Want It, Need It" (featuring Ashanti)                      | 96                | 21                | 13                | Da REAList         |
| 2009 | "Plenty Money"                                              | 107               | 20                | 12                | Da REAList         |
| 2009 | "Becky"                                                     | 104               | 32                | 14                | Goon Affiliated    |
| 2009 | "Medicine" (featuring Keri Hilson)                          | —                 | 47                | 21                | Goon Affiliated    |
| 2010 | "Awesome"                                                   | —                 | —                 | —                 | Goon Affiliated    |

## Nagrody
- BET Hip-Hop Awards
  - 2008: Dzwonek roku ("Bust It Baby Pt 2") z Ne-Yo (Nominowany)
  - 2008: People's Champ Award ("Bust It Baby Pt 2") z Ne-Yo (Nominowany)
  - 2008: Najlepsza współpraca ("Bust It Baby Pt 2") z Ne-Yo (Nominowany)

- Ozone Awards
  - 2007, Najlepsza współpraca Rap/R&B, "Shawty" z T-Painem [Wygrana]
  - 2008: Najlepsza rapowy album, The Real Testament (Nominowany)
  - 2008: Najlepsza współpraca Rap/R&B, "Bust It Baby Pt. 2" z Ne-Yo (Nominowany)
  - 2008: Club Banger roku, "I'm So Hood" z DJ Khaledem, Trick Daddyim, T-Painem i Rickiem Rossem (Nominowany)